# Saint-Pierre-du-Palais

Saint-Pierre-du-Palais este o comună în departamentul Charente-Maritime, Franța. În 1 ianuarie 2022 avea o populație de 335 de locuitori.